# Agnès McLaren
Pour les articles homonymes, voir McLaren.
Agnès McLaren (4 juillet 1837, Édimbourg – 17 avril 1913, Antibes) est une femme médecin écossaise. Elle est reconnue pour l'aide apportée aux femmes indiennes qui, en raison de la purdah, ne pouvaient pas obtenir l'aide médicale d'un médecin homme. Très active dans les causes liées à la justice sociale, elle milite notamment contre le commerce des esclaves blancs et pour le droit de vote des femmes. Agnès McLaren est la première femme diplômée de la faculté de médecine de Montpellier, devenant une figure emblématique de la place des femmes dans les universités de Montpellier.

## Biographie
Originaire d'Écosse, Agnès McLaren est la fille de Duncan McLaren, homme d'affaires presbytérien et politicien libéral écossais. Elle est âgée de trois ans lors de la mort de sa mère. Jeune adulte, elle s’engage dans le combat pour la libération des femmes. Aux côtés de sa belle-mère, Priscilla Bright McLaren, elle signe la pétition pour le droit de vote des femmes de 1866 et est élue secrétaire de la Société nationale d’Édimbourg pour le suffrage féminin, branche locale de la National Society for Women's Suffrage. En 1873, elle accompagne Priscilla Bright McLaren et Jane Taylour afin de donner des conférences sur le droit de vote des femmes dans les Orcades et les Shetland. Son père soutient la campagne des premières femmes souhaitant étudier la médecine à l'université d’Édimbourg et elle se lie d'amitié avec Sophia Jex-Blake, une des Edimbourg Seve.
Refusée à l'université d'Édimbourg, où la possibilité d'une femme médecin fait scandale, elle s’inscrit comme étudiante en médecine à l’université de Montpellier, qui accueille des étudiantes depuis 1868. Elle loge le temps de ses études chez les sœurs franciscaines. En 1878, elle devient la première élève à soutenir sa thèse Flexions of the Uterus, entre les villes de Montpellier et Dublin. Elle est la première femme diplômée de la faculté de médecine de Montpellier et la dixième femme de Grande-Bretagne à obtenir son diplôme de docteure.
Agnès McLaren meurt le 17 avril 1913. Elle est enterrée à Antibes. La notice nécrologique parue dans le British Medical Journal la décrit comme : « Une femme de forte individualité et de caractère, connue d'un grand cercle de travailleurs philanthropiques de nombreuses nations, de nombreuses tribus et de nombreuses croyances. »

## Carrière professionnelle

### Entre la France et l'Écosse
Agnès McLaren commence sa carrière professionnelle à Cannes auprès d'une clientèle privée. Rapidement, elle trouve dans l'aide apportée aux femmes démunies, une nouvelle vocation. Elle s'inspire de la tertiaire dominicaine Catherine de Sienne et de son travail au Grand Hôpital de Gênes et décide de rejoindre la congrégation des sœurs dominicaines de Béthanie, installée dans le Doubs.
Dès 1877, elle siège au conseil d'administration de la London School of Medicine for Women. Elle travaille alors comme médecin visiteuse au Cannongate Medical Mission Dispensary à Édimbourg. En 1882, elle intègre le Collège royal des médecins d'Irlande et étend la même année sa pratique de la médecine à la ville de Cannes. Elle passe ses étés à Édimbourg et déménage en France à l'approche de l'hiver. En 1898, âgée de 61 ans, elle se convertit à l'Église catholique romaine. En 1905, elle est reçue comme tertiaire et se rend à Rome afin de solliciter le soutien financier du Maître de l'Ordre, le père Cormier. Son engagement médical se veut à la fois laïc et religieux.

### Inde
En 1905, Agnès McLaren est à l'origine de la Medical Mission Committee à Londres. Accompagnée des volontaires d'une mission catholique, elle participe au financement puis à l'ouverture de l'hôpital St. Catherine à Rawalpendi, au nord de l'Inde, dans l’actuel Pakistan. En raison de la coutume indienne de la réclusion pour les femmes, dite purdah, celles-ci ne peuvent être vues par des hommes autres que ceux de leur famille immédiate. Il leur est alors impossible de bénéficier de soins médicaux prodigués par un homme. Au début des années 1900, compte tenu du peu de femmes médecins, des milliers d'Indiennes sont mortes de maladie ou de complications liées à l'accouchement. Sur place, elle se préoccupe principalement de recruter des sœurs expérimentées en médecine et chirurgie afin de répondre aux besoins médicaux des femmes sur place.
Au cours de ses recherches de femmes susceptibles d'aider à diriger l'hôpital, elle découvre que la loi canonique catholique interdit aux religieuses de réaliser ce niveau de soins médicaux. Elle demande officiellement au pape et au Saint-Siège de lever la restriction tout en lançant un appel aux femmes intéressées par les soins de santé à l'étranger. L'Autrichienne Anna Maria Dengel répond à sa demande et, peu de temps après le début de leur correspondance, commence l'étude de la médecine à l'université de Cork, pour devenir à son tour médecin. Elle deviendra la fondatrice de Medical Mission Sisters, une congrégation catholique de sœurs formées en tant que professionnelles de la santé et se consacrant aux soins des femmes et enfants du monde entier.

## Hommages
- La « voie 90 » de la ville de Montpellier a été rebaptisé[Quand ?] en son honneur, « allée Agnès Mac Laren » (43° 38′ 21,91″ N, 3° 51′ 37,01″ E) ;
- Au mois d'août 2018, une grabelloise d'origine écossaise, Caroline Debladis, fonde l’association Agnès McLaren[10], dédié au maintien de la mémoire d'une de ses compatriotes[11],[12]. En 2020, le Prix de thèse Agnès McLaren est créé. D’un montant de 4 000 €, il récompense une thèse portant sur la santé des femmes en situation de précarité[13] ;
- Le 12 avril 2019, la faculté de médecine de Montpellier-Nîmes a baptisé la salle de simulation des accouchements ou salle de maïeutique : Agnès McLaren. Elle a été inaugurée en présence d'un petit neveu de cette pionnière et de l'association Agnès McLaren[14].